# Chango Carmona
Chango Carmona est un boxeur mexicain né le 29 septembre 1944 à Mexico.

## Carrière
Champion du Mexique des poids légers en 1967 et entre 1970 et 1972, il devient champion du monde WBC de la catégorie le 15 septembre 1972 en stoppant au 8e round l'américain Mando Ramos. Battu dès le combat suivant par son compatriote Rodolfo Gonzalez, Carmona met un terme à sa carrière en 1979 sur un bilan de 52 victoires, 13 défaites et 2 matchs nuls.